# Чималуакан
Чималуакан (на испански: Chimalhuacán) е град в Мексико в едноименния щат Мексико. Чималуакан е с население от 612 383 жители (по данни от 2010 г.). Разположен е на североизток от Мексико Сити в непосредствена близост до столицата и е част от неговия метрополис. Основан е през 1259 г.